# Juillan
Cet article possède un paronyme, voir Jullian.
Juillan est une commune française située dans le centre du département des Hautes-Pyrénées, en région Occitanie. Sur le plan historique et culturel, la commune est dans l’ancien comté de Bigorre, comté historique des Pyrénées françaises et de Gascogne.
Exposée à un climat océanique altéré, elle est drainée par l'Échez, la Geune et par deux autres cours d'eau. La commune possède un patrimoine naturel remarquable composé de deux zones naturelles d'intérêt écologique, faunistique et floristique.
Juillan est une commune urbaine qui compte 4 019 habitants en 2022, après avoir connu une forte hausse de la population depuis 1962. Elle est dans l'agglomération de Juillan et fait partie de l'aire d'attraction de Tarbes. Ses habitants sont appelés les Juillanais ou  Juillanaises.

## Géographie

### Localisation
La commune de Juillan se trouve dans le département des Hautes-Pyrénées, en région Occitanie.
Commune du piémont pyrénéen dans l'aire d'attraction de Tarbes, elle se situe à 5 km à vol d'oiseau de Tarbes, préfecture du département, et à 4 km d'Ossun, bureau centralisateur du canton d'Ossun dont dépend la commune depuis 2015 pour les élections départementales.
La commune fait en outre partie du bassin de   vie de Tarbes.
Les communes les plus proches sont : 
Azereix (2,7 km), Odos (2,9 km), Louey (2,9 km), Ibos (3,9 km), Laloubère (4,1 km), Hibarette (4,2 km), Lanne (4,2 km), Ossun (4,5 km).
Sur le plan historique et culturel, Juillan fait partie de l’ancien comté de Bigorre, comté historique des Pyrénées françaises et de Gascogne créé au IXe siècle puis rattaché au domaine royal en 1302, inclus ensuite au comté de Foix en 1425 puis une nouvelle fois rattaché au royaume de France en 1607. La commune est dans le pays de Tarbes et de la Haute Bigorre.

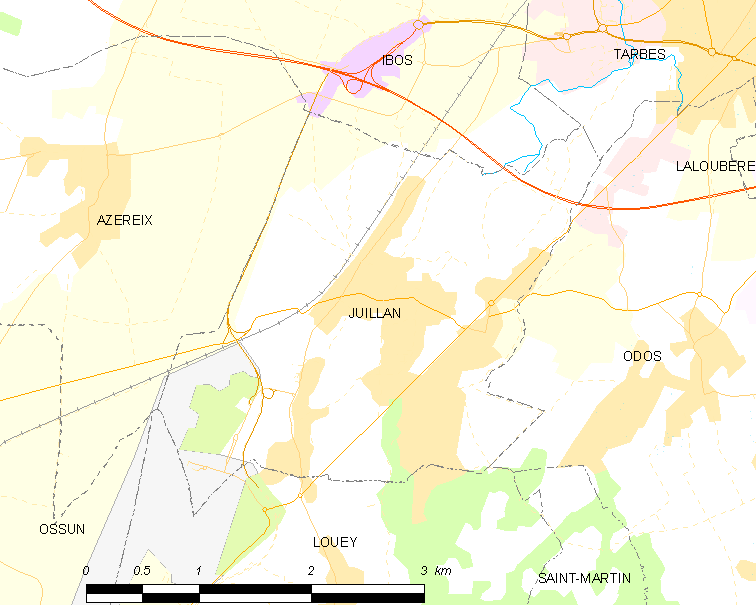
Carte de la commune de Juillan et des proches communes.

|                            | Ibos    | Tarbes |
| Azereix                    | Juillan | Odos   |
| Ossun (par un quadripoint) | Louey   |        |

### Paysages et relief
Le village s'étend sur une plaine alluviale drainée par la Geune et l'Échez et est bordé au sud par les premières collines sous-pyrénéennes. Le relief est assez plat avec toutefois la subsistance d'îlots calcaires qui ont résisté à l'érosion. En effet, deux buttes se distinguent dans le paysage : une au sud-ouest de la commune au lieu-dit Turon (alt. : 379 m) et l'autre au sud-est au lieu-dit Bellevue (alt. : 437 m).

### Hydrographie
La commune est dans le bassin de l'Adour, au sein du bassin hydrographique Adour-Garonne. Elle est drainée par l'Échez, la Geune, un bras de l'Echez et un bras de l'Echez, constituant un réseau hydrographique de 8 km de longueur totale,.
L'Échez, d'une longueur totale de 64,1 km, prend sa source dans la commune de Germs-sur-l'Oussouet et s'écoule vers le nord. Il traverse la commune et se jette dans l'Adour à Maubourguet, après avoir traversé 26 communes.
La Geune, d'une longueur totale de 10,6 km, prend sa source dans la commune d'Adé et s'écoule vers le nord-est. Il se jette dans l'Échez sur le territoire communal, après avoir traversé 4 communes.

### Climat
Le climat est tempéré de type océanique, en raison de l'influence proche de l'océan Atlantique situé à peu près 150 km plus à l'ouest. La proximité des Pyrénées fait que la commune profite d'un effet de foehn, il peut aussi y neiger en hiver, même si cela reste inhabituel.
Le tableau ci-dessous indique les valeurs normales de l'ensoleillement, des températures et des précipitations, observées par Météo-France à Ossun, où se trouve la station météorologique de référence pour le département.
| Mois                              | jan.  | fév.  | mars  | avril | mai   | juin  | jui.  | août  | sep.  | oct.  | nov.  | déc.  | année   |
| --------------------------------- | ----- | ----- | ----- | ----- | ----- | ----- | ----- | ----- | ----- | ----- | ----- | ----- | ------- |
| Température minimale moyenne (°C) | 0,6   | 1,3   | 2,7   | 5,2   | 8,3   | 11,6  | 14,1  | 13,9  | 11,7  | 8     | 3,6   | 1,3   | 6,9     |
| Température moyenne (°C)          | 5,3   | 6,1   | 7,8   | 10    | 13,3  | 16,7  | 19,3  | 19    | 17,2  | 13,3  | 8,5   | 5,8   | 11,9    |
| Température maximale moyenne (°C) | 9,9   | 11    | 12,9  | 14,8  | 18,3  | 21,7  | 24,5  | 24    | 22,6  | 18,6  | 13,4  | 10,4  | 16,8    |
| Ensoleillement (h)                | 108,8 | 118,8 | 155,6 | 157,2 | 181,3 | 191,5 | 215,5 | 196,4 | 194,5 | 164,4 | 124,4 | 104,4 | 1 912,8 |
| Précipitations (mm)               | 112,8 | 97,5  | 100,2 | 105,7 | 113,6 | 80,7  | 57,3  | 70,3  | 71    | 85,2  | 93    | 112,1 | 1 099,4 |

### Milieux naturels et biodiversité
L’inventaire des zones naturelles d'intérêt écologique, faunistique et floristique (ZNIEFF) a pour objectif de réaliser une couverture des zones les plus intéressantes sur le plan écologique, essentiellement dans la perspective d’améliorer la connaissance du patrimoine naturel national et de fournir aux différents décideurs un outil d’aide à la prise en compte de l’environnement dans l’aménagement du territoire.
Une ZNIEFF de type 1 est recensée sur la commune :
les « landes atlantiques du Polygone » (34 ha) et une ZNIEFF de type 2, : 
les « coteaux et vallons des Angles et du Bénaquès » (12 879 ha), couvrant 45 communes du département.

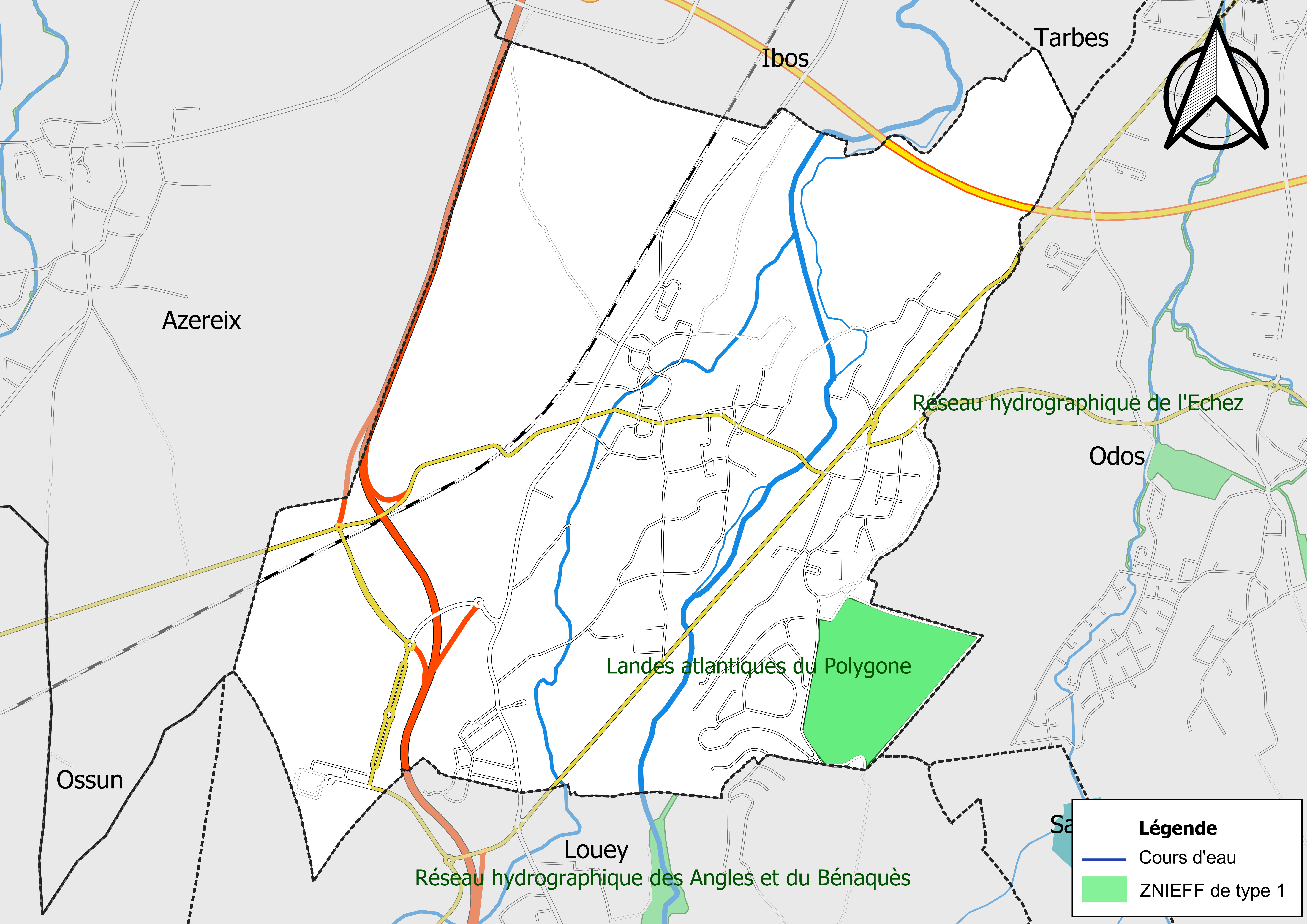
Carte de la ZNIEFF de type 1 sur la commune.
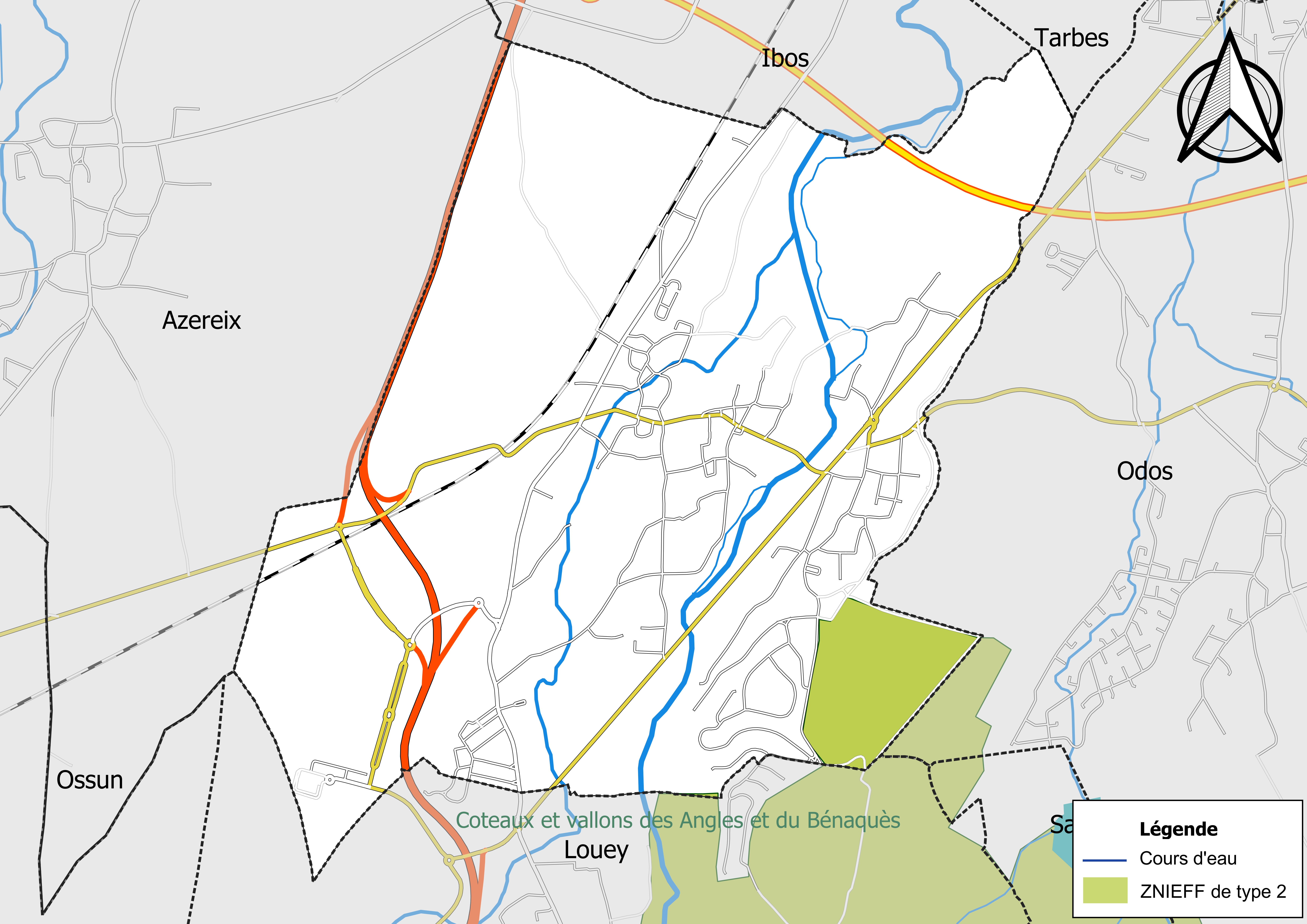
Carte de la ZNIEFF de type 2 sur la commune.

## Urbanisme

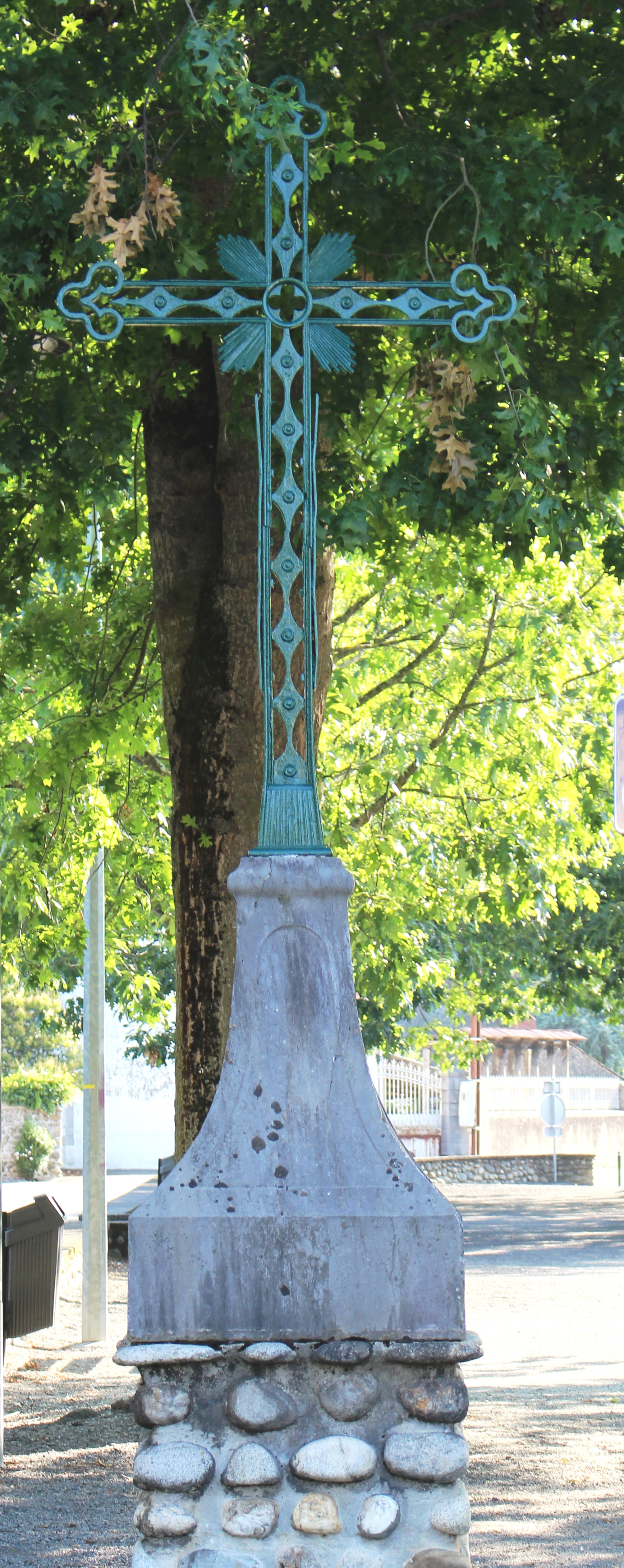
Une croix.

### Typologie
Au 1er janvier 2024, Juillan est catégorisée ceinture urbaine, selon la nouvelle grille communale de densité à sept niveaux définie par l'Insee en 2022.
Elle appartient à l'unité urbaine de Juillan, une agglomération intra-départementale regroupant cinq  communes, dont elle est ville-centre,,. Par ailleurs la commune fait partie de l'aire d'attraction de Tarbes, dont elle est une commune de la couronne,. Cette aire, qui regroupe 153 communes, est catégorisée dans les aires de 50 000 à moins de 200 000 habitants,.

### Occupation des sols
L'occupation des sols de la commune, telle qu'elle ressort de la base de données européenne d’occupation biophysique des sols Corine Land Cover (CLC), est marquée par l'importance des territoires agricoles (59,4 % en 2018), en diminution par rapport à 1990 (65,4 %). La répartition détaillée en 2018 est la suivante : 
zones agricoles hétérogènes (34,9 %), zones urbanisées (30,9 %), prairies (16,6 %), terres arables (7,9 %), zones humides intérieures (4,3 %), zones industrielles ou commerciales et réseaux de communication (4,1 %), forêts (1,3 %).
L'IGN met par ailleurs à disposition un outil en ligne permettant de comparer l’évolution dans le temps de l’occupation des sols de la commune (ou de territoires à des échelles différentes). Plusieurs époques sont accessibles sous forme de cartes ou photos aériennes : la carte de Cassini (XVIIIe siècle), la carte d'état-major (1820-1866) et la période actuelle (1950 à aujourd'hui).

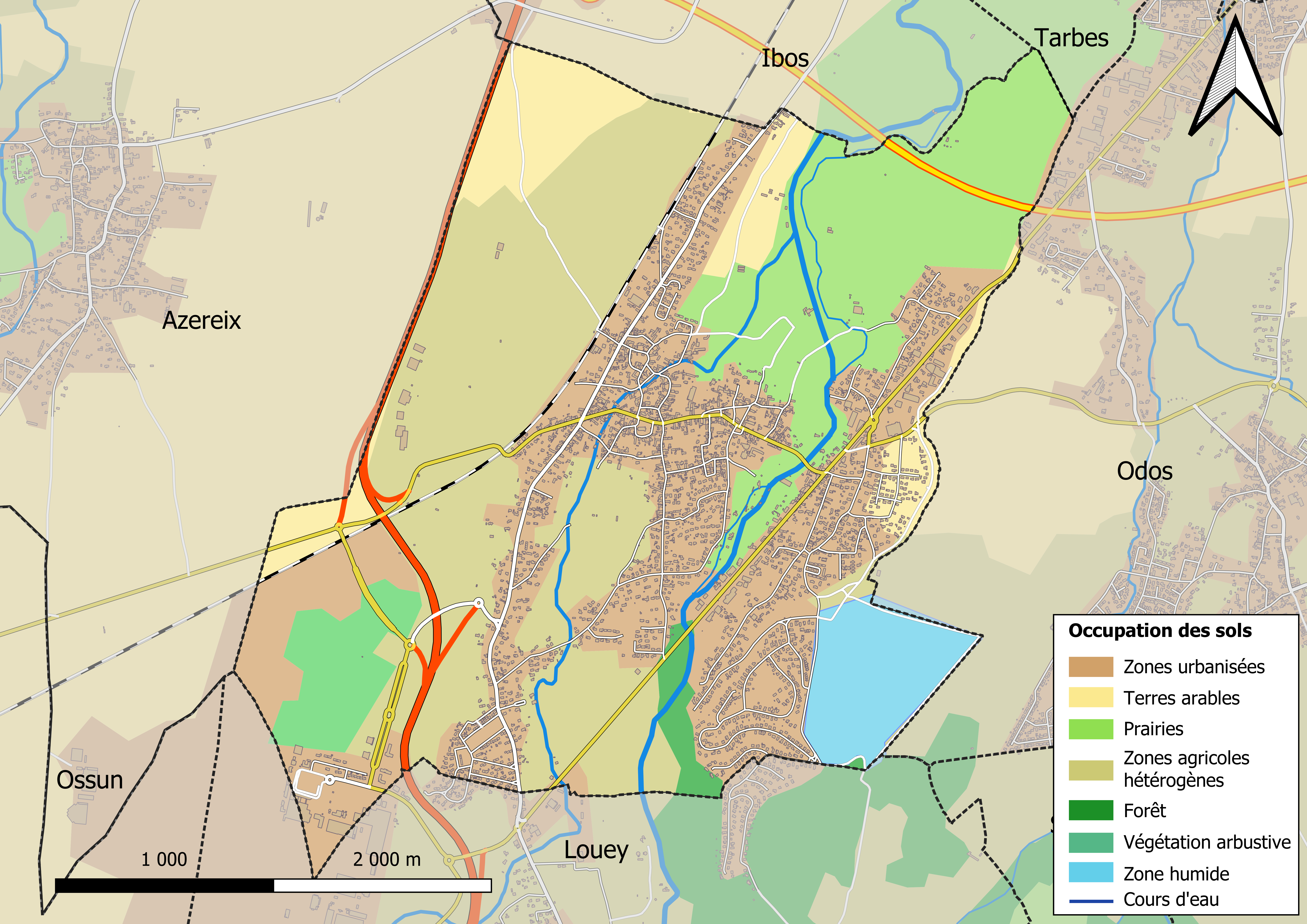
Carte des infrastructures et de l'occupation des sols en 2018 (CLC) de   la commune.
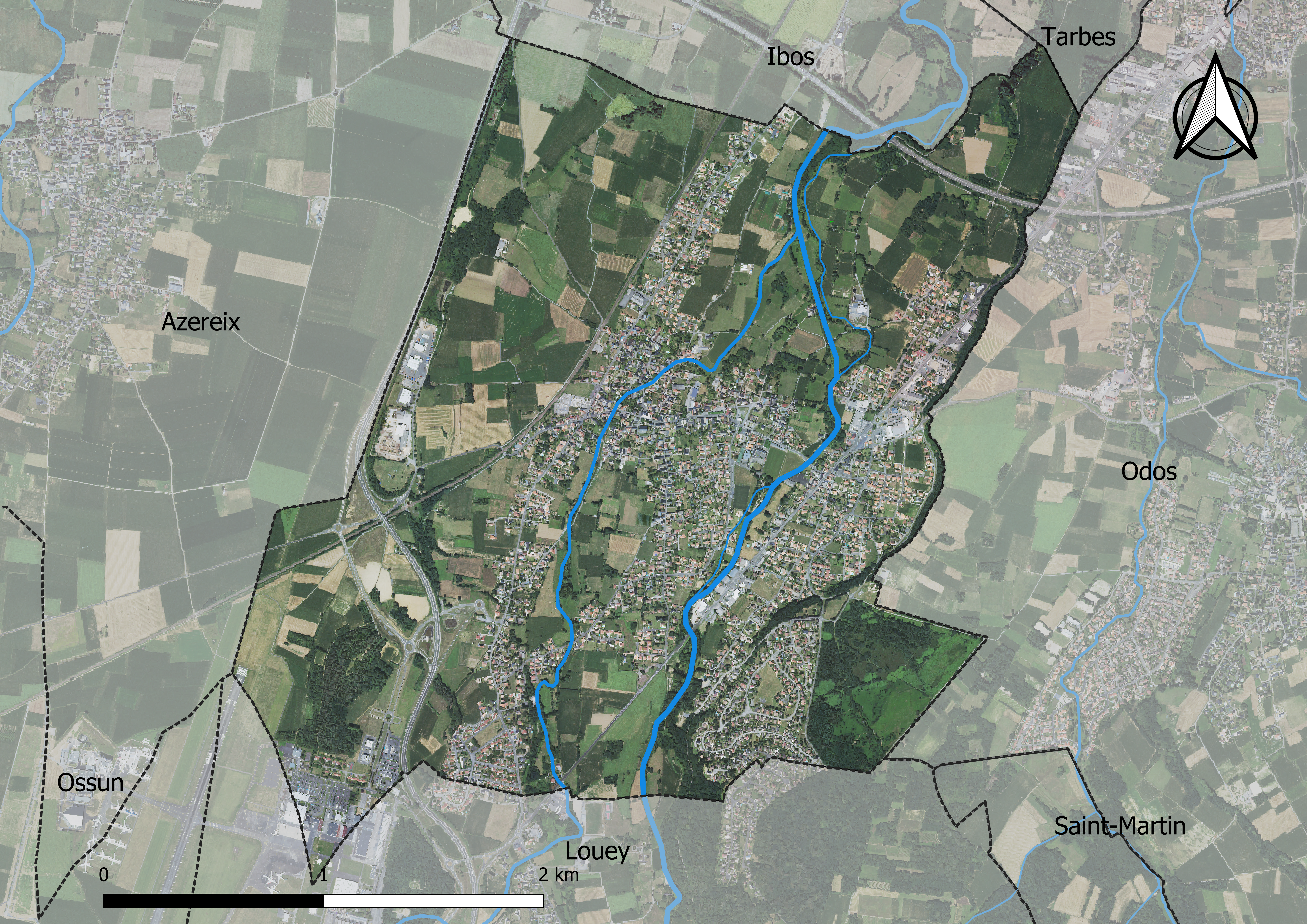
Carte orthophotogrammétrique de la commune.

### Logement
En 2012, le nombre total de logements dans la commune est de 1 795.

Parmi ces logements, 94,0 % sont des résidences principales, 1,0 % des résidences secondaires et 5,1 % des logements vacants.

### Voies de communication et transports

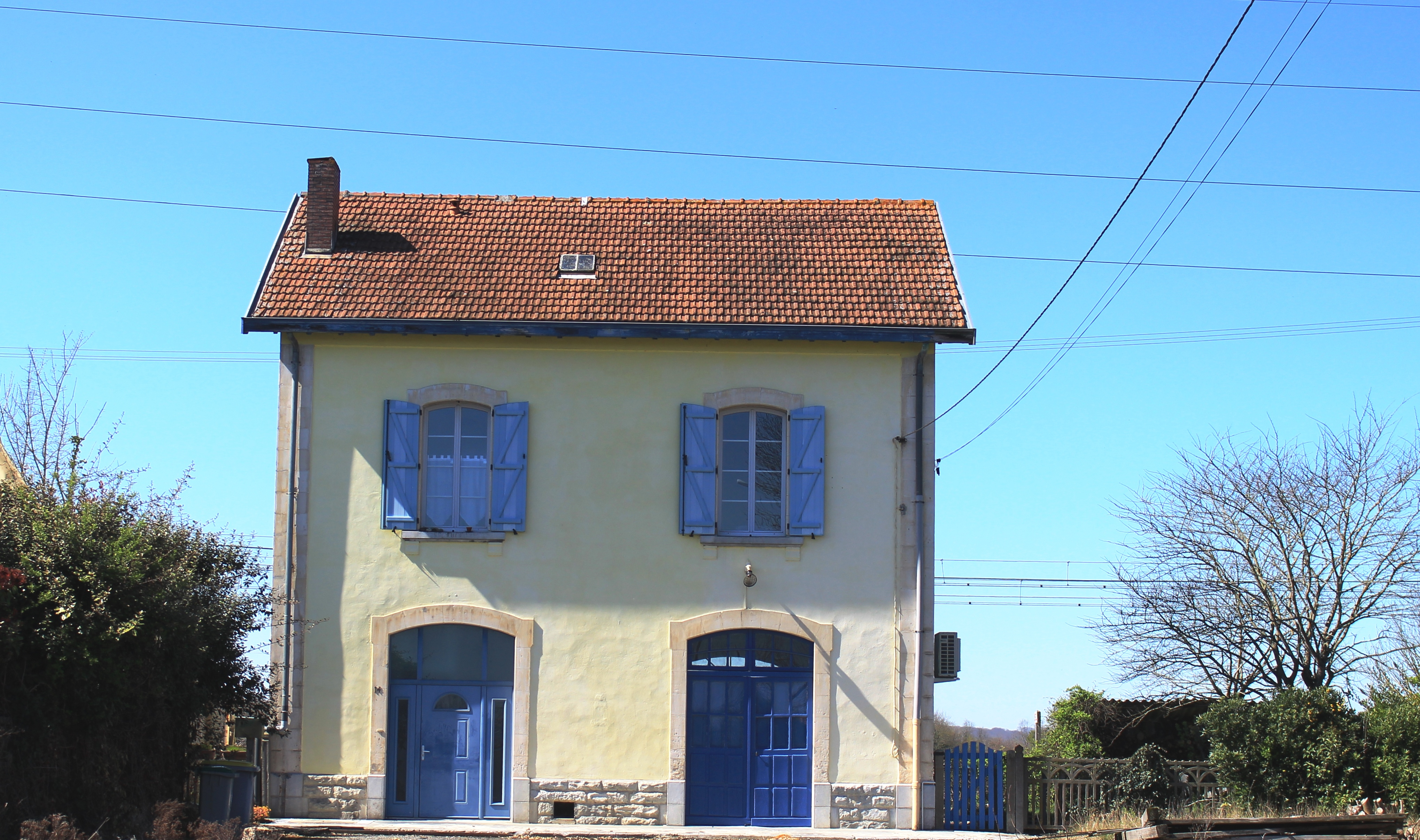
L’ancienne gare de la ligne de Toulouse à Bayonne.

Cette commune est desservie par la route nationale N 21 et par la route départementale D 936 et  les routes départementales D 7 et D 921A et D 305. Elle est traversée par l'autoroute A64.

### Risques majeurs
Le territoire de la commune de Juillan est vulnérable à différents aléas naturels : météorologiques (tempête, orage, neige, grand froid, canicule ou sécheresse), inondations, mouvements de terrains et séisme (sismicité moyenne). Il est également exposé à un risque technologique, le transport de matières dangereuses. Un site publié par le BRGM permet d'évaluer simplement et rapidement les risques d'un bien localisé soit par son adresse soit par le numéro de sa parcelle.

#### Risques naturels
Certaines parties du territoire communal sont susceptibles d’être affectées par le risque d’inondation par débordement de cours d'eau, notamment l'Échez et la Geune. La cartographie des zones inondables en ex-Midi-Pyrénées réalisée dans le cadre du XIe Contrat de plan État-région, visant à informer les citoyens et les décideurs sur le risque d’inondation, est accessible sur le site de la DREAL Occitanie. La commune a été reconnue en état de catastrophe naturelle au titre des dommages causés par les inondations et coulées de boue survenues en 1982, 1999, 2009, 2014, 2018, 2019 et 2021,.
Juillan est exposée au risque de feu de forêt. Un plan départemental de protection des forêts contre les incendies a été approuvé par arrêté préfectoral le 21 avril 2020 pour la période 2020-2029. Le précédent couvrait la période 2007-2017. L’emploi du feu est régi par deux types de réglementations. D’abord le code forestier et l’arrêté préfectoral du 27 octobre 2014, qui réglementent l’emploi du feu à moins de 200 m des espaces naturels combustibles sur l’ensemble du département. Ensuite celle établie dans le cadre de la lutte contre la pollution de l’air, qui interdit le brûlage des déchets verts des particuliers. L’écobuage est quant à lui réglementé dans le cadre de commissions locales d’écobuage (CLE)

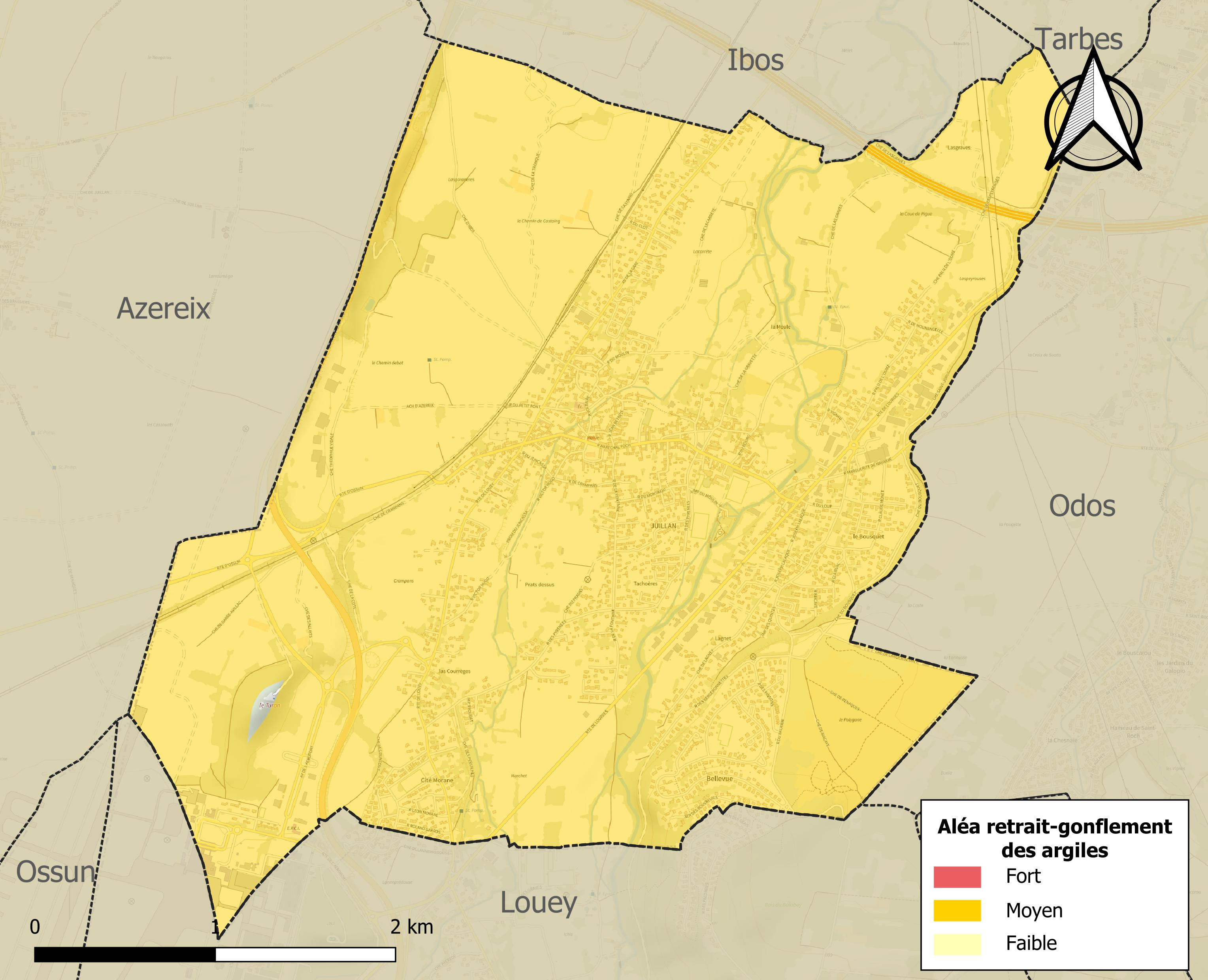
Carte des zones d'aléa retrait-gonflement des sols argileux de Juillan.

Les mouvements de terrains susceptibles de se produire sur la commune sont des mouvements de sols liés à la présence d'argile et des tassements différentiels.
Le retrait-gonflement des sols argileux est susceptible d'engendrer des dommages importants aux bâtiments en cas d’alternance de périodes de sécheresse et de pluie. 99,8 % de la superficie communale est en aléa moyen ou fort (44,5 % au niveau départemental et 48,5 % au niveau national). Sur les 1 786 bâtiments dénombrés sur la commune en 2019, 1 786 sont en aléa moyen ou fort, soit 100 %, à comparer aux 75 % au niveau départemental et 54 % au niveau national. Une cartographie de l'exposition du territoire national au retrait gonflement des sols argileux est disponible sur le site du BRGM,.
Par ailleurs, afin de mieux appréhender le risque d’affaissement de terrain, l'inventaire national des cavités souterraines permet de localiser celles situées sur la commune.
Concernant les mouvements de terrains, la commune a été reconnue en état de catastrophe naturelle au titre des dommages causés par des mouvements de terrain en 1999.

#### Risque technologique
Le risque de transport de matières dangereuses sur la commune est lié à sa traversée par une route à fort trafic et une canalisation de transport d'hydrocarbures. Un accident se produisant sur de telles infrastructures est susceptible d’avoir des effets graves sur les biens, les personnes ou l'environnement, selon la nature du matériau transporté. Des dispositions d’urbanisme peuvent être préconisées en conséquence.

## Toponymie

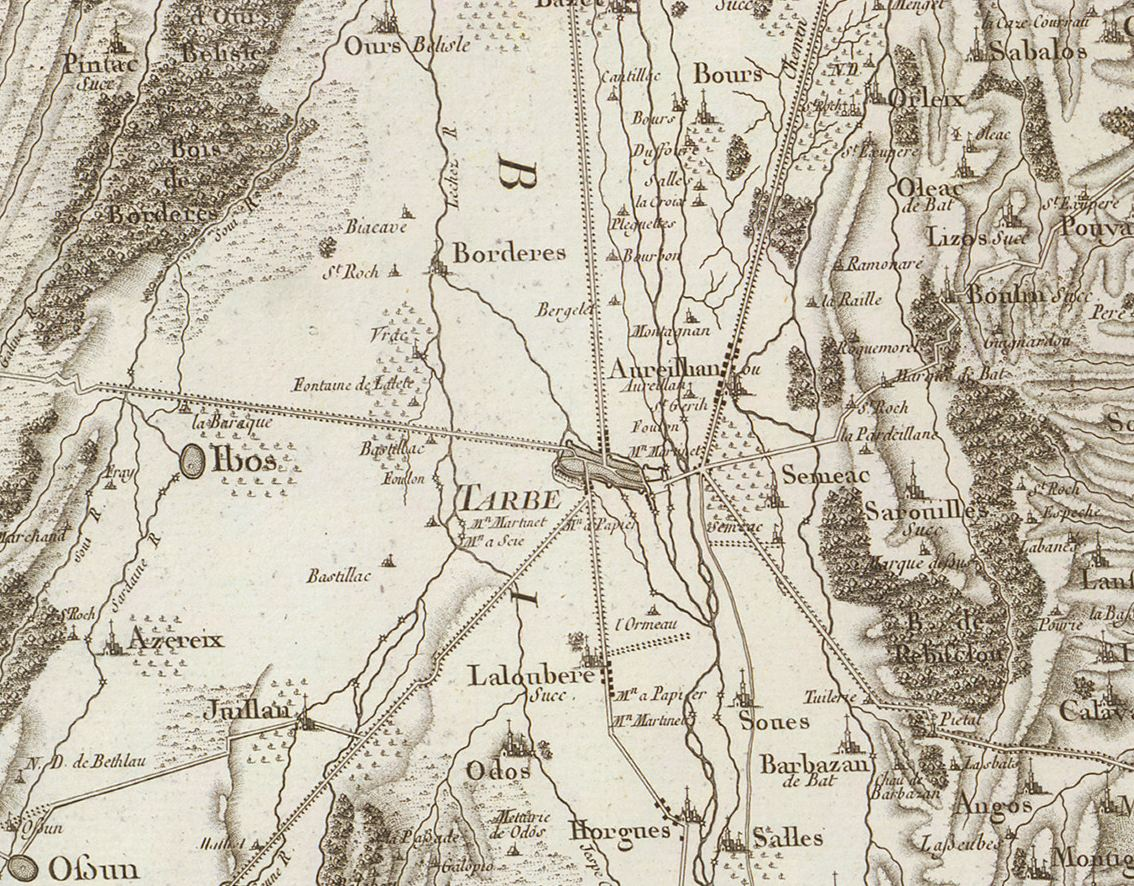
Extrait de la carte de Cassini (entre 1756 et 1789) situant Juillan au sud-ouest de Tarbes.

On trouvera les principales informations dans le Dictionnaire toponymique des communes des Hautes-Pyrénées de Michel Grosclaude et Jean-François Le Nail qui rapporte les dénominations historiques du village :
Dénominations historiques :
- Bosone de Julhanov, latin (v. 1065, cartulaire de Saint-Pé) ;
- Petrus de Julhanov, latin (1095, cartulaire de Saint-Pé) ;
- Augerius de Jula, latin et gascon (v. 1110, cartulaires de Bigorre) ;
- P. de Julaa  (1145, livre vert Bénac ; 1145, cartulaire de  Saint-Savin) ;
- De Iulla, Julhan (XIIe siècle, cartulaires Bigorre) ;
- Julha (v. 1200-1230, cartulaires Bigorre) ;
- Juglaa, Julhaa (1253, Debita regi Navarre) ;
- Julhaa (1285, montre Bigorre) ;
- De Julhano, latin (1300, enquête Bigorre ; 1313, Debita regi Navarre) ;
- De Julhano, latin (1379, procuration Tarbes) ;
- De Juillano, latin (1342, pouillé de Tarbes) ;
- Julhan (1429, censier  de Bigorre) ;
- Julha (1541, ADPA, B 1010) ;
- Juillan (fin XVIIIe siècle, carte de Cassini).

Étymologie : nom de domaine antique ; du nom de personnage latin Julius et suffixe anum.

Le nom de Juillan viendrait de Campus Juillanus, lieutenant qui aurait servi dans la légion romaine.
Nom occitan : Julhan.

## Histoire

### Cadastre napoléonien de Juillan
Le plan cadastral napoléonien de Juillan est consultable sur le site des archives départementales des Hautes-Pyrénées.

### Monographie de 1887
Le 19 janvier 1944, la résistance fait dérailler un train, composé de huit voitures et un fourgon, reliant Toulouse à Pau entre les gares de Juillan et d'Ossun faisant 25 morts et une cinquantaine de blessés.

## Politique et administration

### Liste des maires

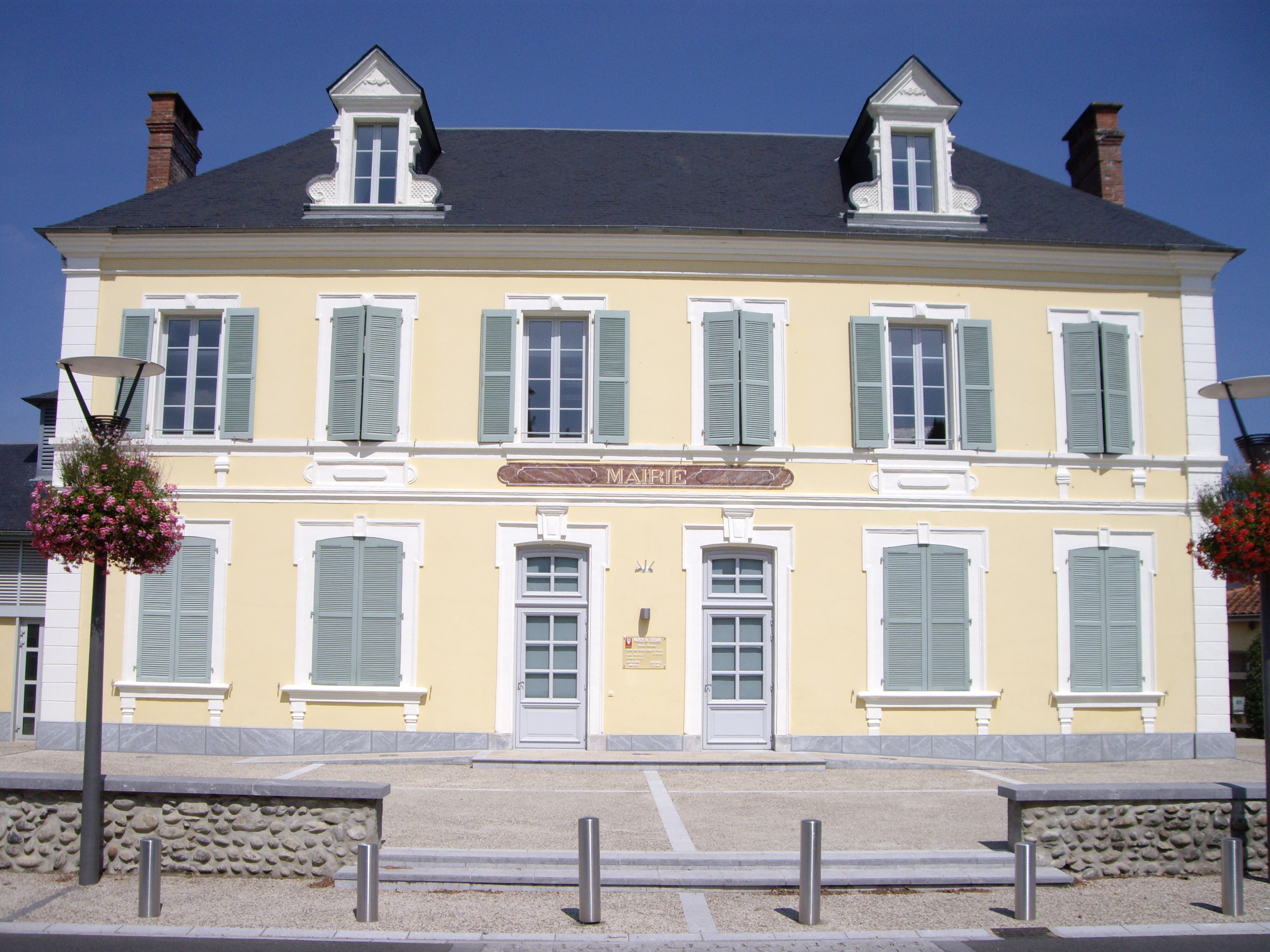
La mairie.

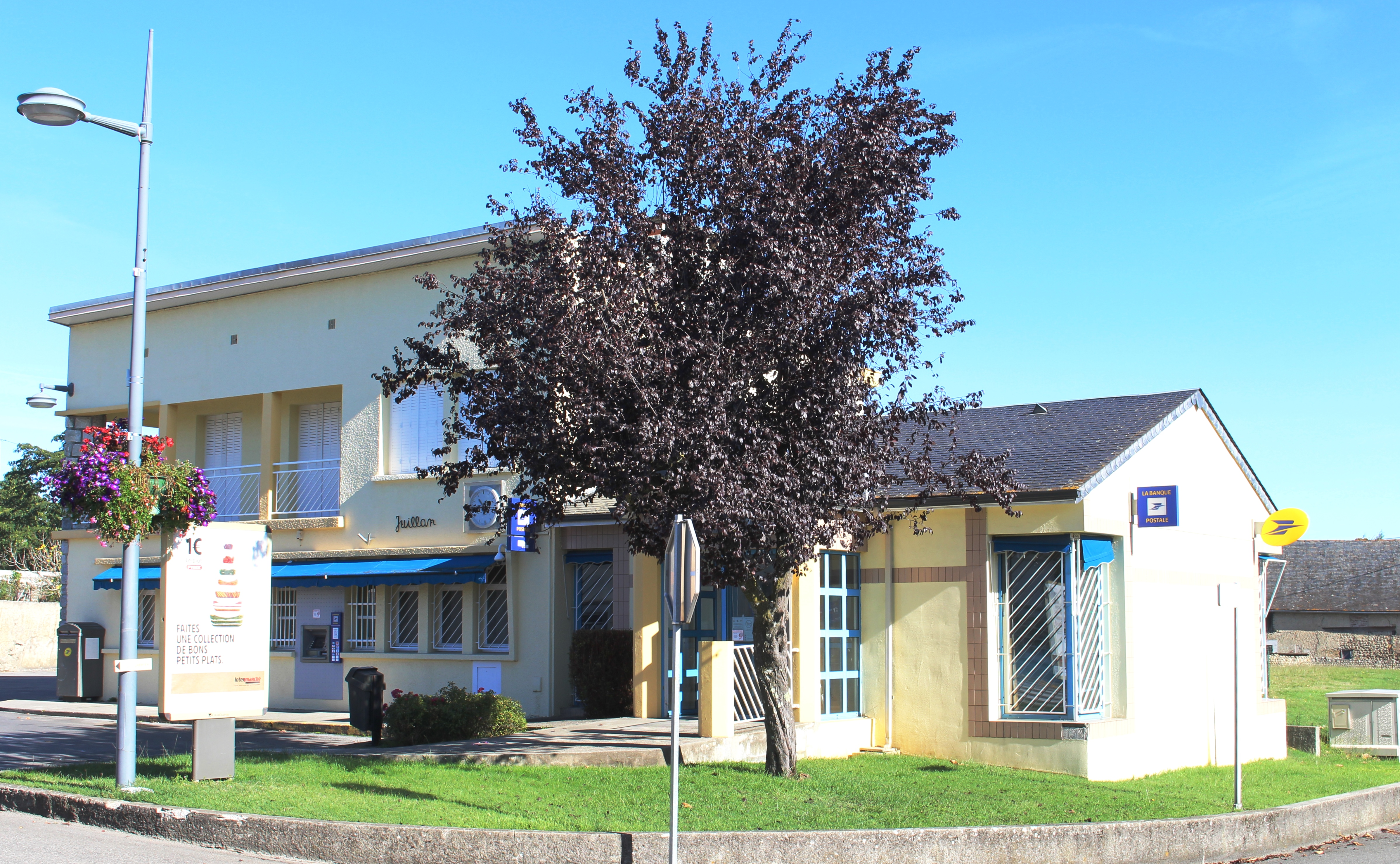
L'ancienne Poste.

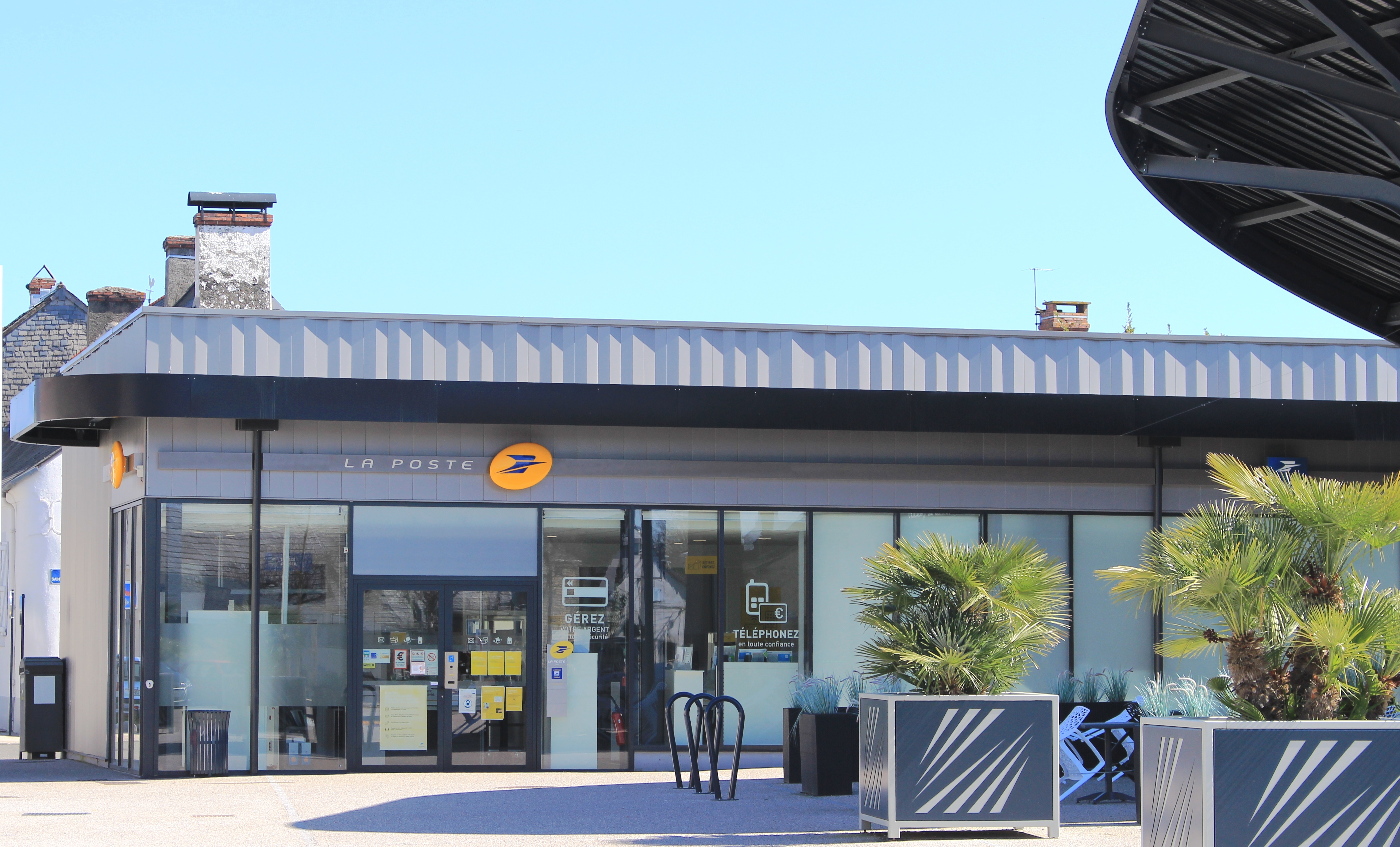
L'actuelle Poste en 2021.

| Période                                  | Période                 | Identité         | Étiquette | Qualité                                                                                |
| ---------------------------------------- | ----------------------- | ---------------- | --------- | -------------------------------------------------------------------------------------- |
| avant 1879                               |                         | Claude Jouanolou |           |                                                                                        |
| avril 1946                               | mars 1965               | Théophile Vidale |           |                                                                                        |
| mars 1965                                | mars 1989               | Gaston Miqueu    | MRG       |                                                                                        |
| mars 1989                                | mars 2001               | Louis Yédra      | PRG       |                                                                                        |
| mars 2001                                | mars 2014               | Robert Vignes    | PRG       | Technicien en bâtiment Conseiller général (1998-2015) Président de la CCCO (2001-2012) |
| mars 2014                                | En cours (au mars 2026) | Fabrice Sayous   | SE        | Ingénieur chimiste et dirigeant de société                                             |
| Les données manquantes sont à compléter. |                         |                  |           |                                                                                        |

### Rattachements administratifs et électoraux

#### Historique administratif
Pays et sénéchaussée de Bigorre, quarteron de  Tarbes, canton de Tarbes, puis d'Ossun (depuis 1790).

#### Intercommunalité
Juillan appartient à la Communauté d'agglomération Tarbes-Lourdes-Pyrénées créée en janvier 2017 et qui réunit 86 communes.

### Services publics
La commune de Juillan dispose : 
- D'une Agence postale,
- D'un Tiers Lieu,
- D'un France Service,
- D'une Gendarmerie (d'ici 2026),
- D'une ADMR

## Population et société

### Démographie

#### Évolution démographique
L'évolution du nombre d'habitants est connue à travers les recensements de la population effectués dans la commune depuis 1793. Pour les communes de moins de 10 000 habitants, une enquête de recensement portant sur toute la population est réalisée tous les cinq ans, les populations de référence des années intermédiaires étant quant à elles estimées par interpolation ou extrapolation. Pour la commune, le premier recensement exhaustif entrant dans le cadre du nouveau dispositif a été réalisé en 2004.

En 2022, la commune comptait 4 019 habitants, en évolution de −2,85 % par rapport à 2016 (Hautes-Pyrénées : +1,59 %, France hors Mayotte : +2,11 %).
| 1793 | 1800  | 1806  | 1821  | 1831  | 1836  | 1841  | 1846  | 1851  |
| ---- | ----- | ----- | ----- | ----- | ----- | ----- | ----- | ----- |
| 804  | 1 129 | 1 242 | 1 428 | 1 514 | 1 691 | 1 673 | 1 682 | 1 727 |

| 1856  | 1861  | 1866  | 1876  | 1881  | 1886  | 1891  | 1896  | 1901  |
| ----- | ----- | ----- | ----- | ----- | ----- | ----- | ----- | ----- |
| 1 746 | 1 607 | 1 607 | 1 617 | 1 674 | 1 644 | 1 602 | 1 507 | 1 511 |

| 1906  | 1911  | 1921  | 1926  | 1931  | 1936  | 1946  | 1954  | 1962  |
| ----- | ----- | ----- | ----- | ----- | ----- | ----- | ----- | ----- |
| 1 537 | 1 535 | 1 354 | 1 387 | 1 412 | 1 406 | 1 396 | 1 633 | 1 991 |

| 1968  | 1975  | 1982  | 1990  | 1999  | 2004  | 2006  | 2009  | 2014  |
| ----- | ----- | ----- | ----- | ----- | ----- | ----- | ----- | ----- |
| 2 115 | 2 420 | 3 175 | 3 483 | 3 506 | 3 716 | 3 760 | 3 931 | 4 104 |

| 2019  | 2022  | - | - | - | - | - | - | - |
| ----- | ----- | - | - | - | - | - | - | - |
| 4 045 | 4 019 | - | - | - | - | - | - | - |

Juillan comptait, au dernier recensement officiel de 1999, 3 506 habitants soit près de 1 500 foyers répartis ainsi :
- 0 % de personnes seules ;
- 20 % de ménages constitués de deux personnes ;
- 10 % de ménages constitué de trois personnes ;
- 60 % de ménages constitué de quatre personnes ;
- 5 % de ménages constitué de cinq personnes ;
- 5 % de ménages constitué de six personnes et plus.

30 % des habitants de Juillan, ont 40 à 59 ans, 8,5 % ont 75 ans ou plus[réf. souhaitée].

### Enseignement

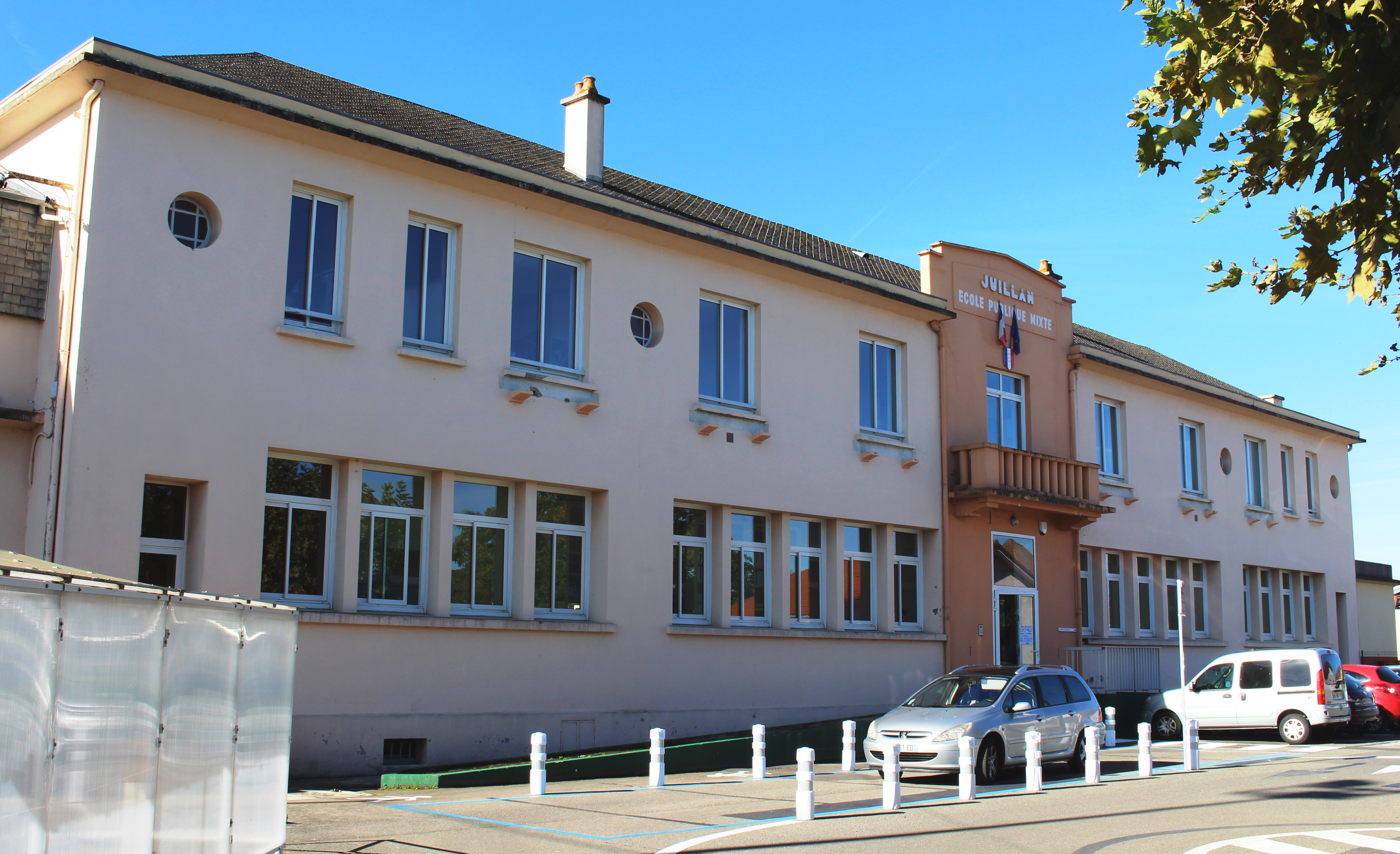
L'école en 2017.

La commune dépend de l'académie de Toulouse. Elle dispose d'écoles en 2017.

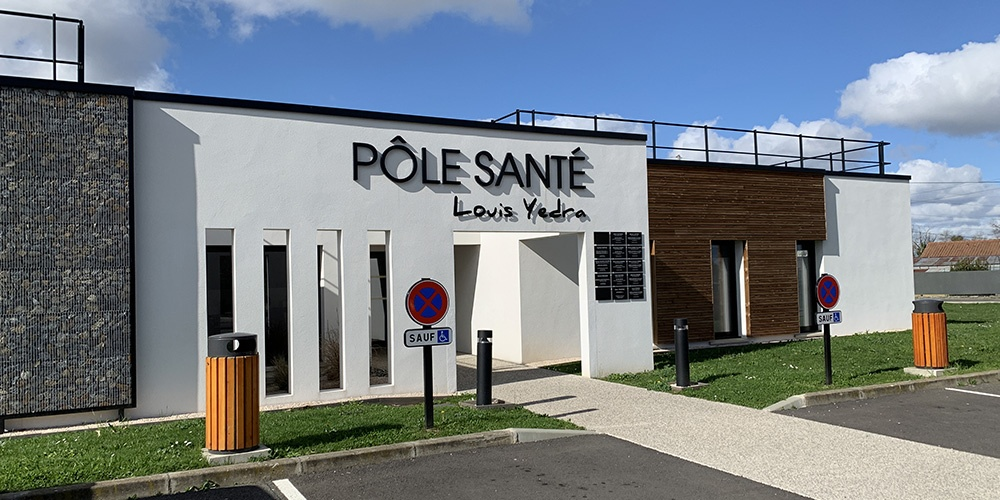
Pôle sante en 2022

- École maternelle.
- École élémentaire.
- École privée : Saint-Pierre.

### Santé
La commune de Juillan dispose depuis 2021 d'un pole Santé "Louis Yédra" (ancien maire de cette commune).

### Sports
- Juillan XV engagé en Fédérale 3 pour la saison 2020-2021

Juillan est une commune assez sportive car elle possède, un club de Foot, de Rugby, de Basket, de Handball

Sélection de vues des installations sportives municipales en 2017.
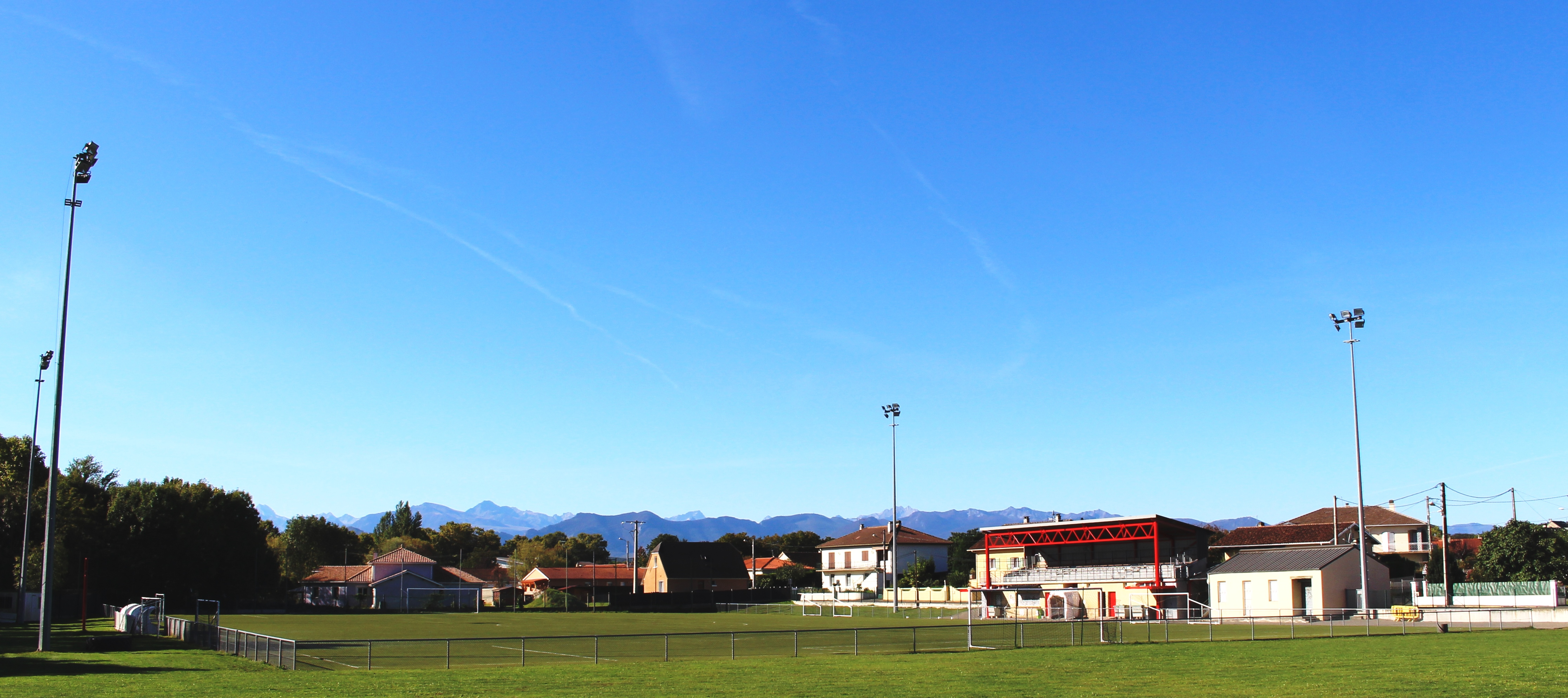
Le stade de football Franck-Sarrabayrouse.
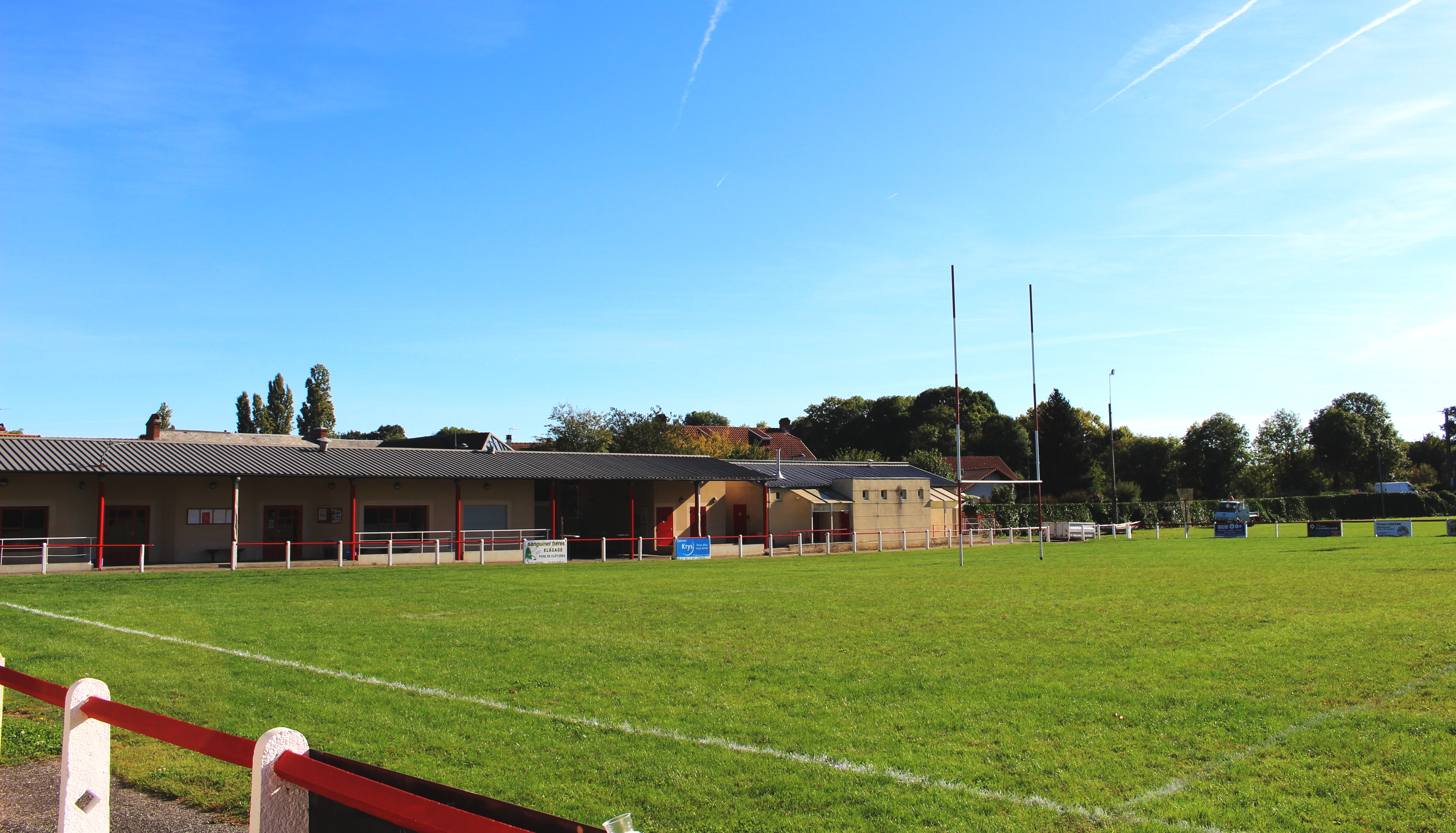
Le stade de rugby de la Banive.

## Économie

### Revenus
En 2018, la commune compte 1 720 ménages fiscaux, regroupant 4 056 personnes. La médiane du revenu disponible par unité de consommation est de 22 960 € (20 420 € dans le département). 55 % des ménages fiscaux sont imposés (44,4 % dans le département).

### Emploi
|                | 2008  | 2013  | 2018  |
| -------------- | ----- | ----- | ----- |
| Commune        | 6 %   | 6,9 % | 6,5 % |
| Département    | 7,7 % | 9,4 % | 9,8 % |
| France entière | 8,3 % | 10 %  | 10 %  |

En 2018, la population âgée de 15 à 64 ans s'élève à 2 331 personnes, parmi lesquelles on compte 77,2 % d'actifs (70,6 % ayant un emploi et 6,5 % de chômeurs) et 22,8 % d'inactifs,. Depuis 2008, le taux de chômage communal (au sens du recensement) des 15-64 ans est inférieur à celui de la France et du département.
La commune fait partie de la couronne de l'aire d'attraction de Tarbes, du fait qu'au moins 15 % des actifs travaillent dans le pôle,. Elle compte 1 551 emplois en 2018, contre 1 550 en 2013 et 1 653 en 2008. Le nombre d'actifs ayant un emploi résidant dans la commune est de 1 667, soit un indicateur de concentration d'emploi de 93 % et un taux d'activité parmi les 15 ans ou plus de 53,3 %.
Sur ces 1 667 actifs de 15 ans ou plus ayant un emploi, 279 travaillent dans la commune, soit 17 % des habitants. Pour se rendre au travail, 91,8 % des habitants utilisent un véhicule personnel ou de fonction à quatre roues, 0,8 % les transports en commun, 5,1 % s'y rendent en deux-roues, à vélo ou à pied et 2,3 % n'ont pas besoin de transport (travail au domicile).

## Culture locale et patrimoine

### Lieux et monuments
- Église Saint-Pierre de Juillan.

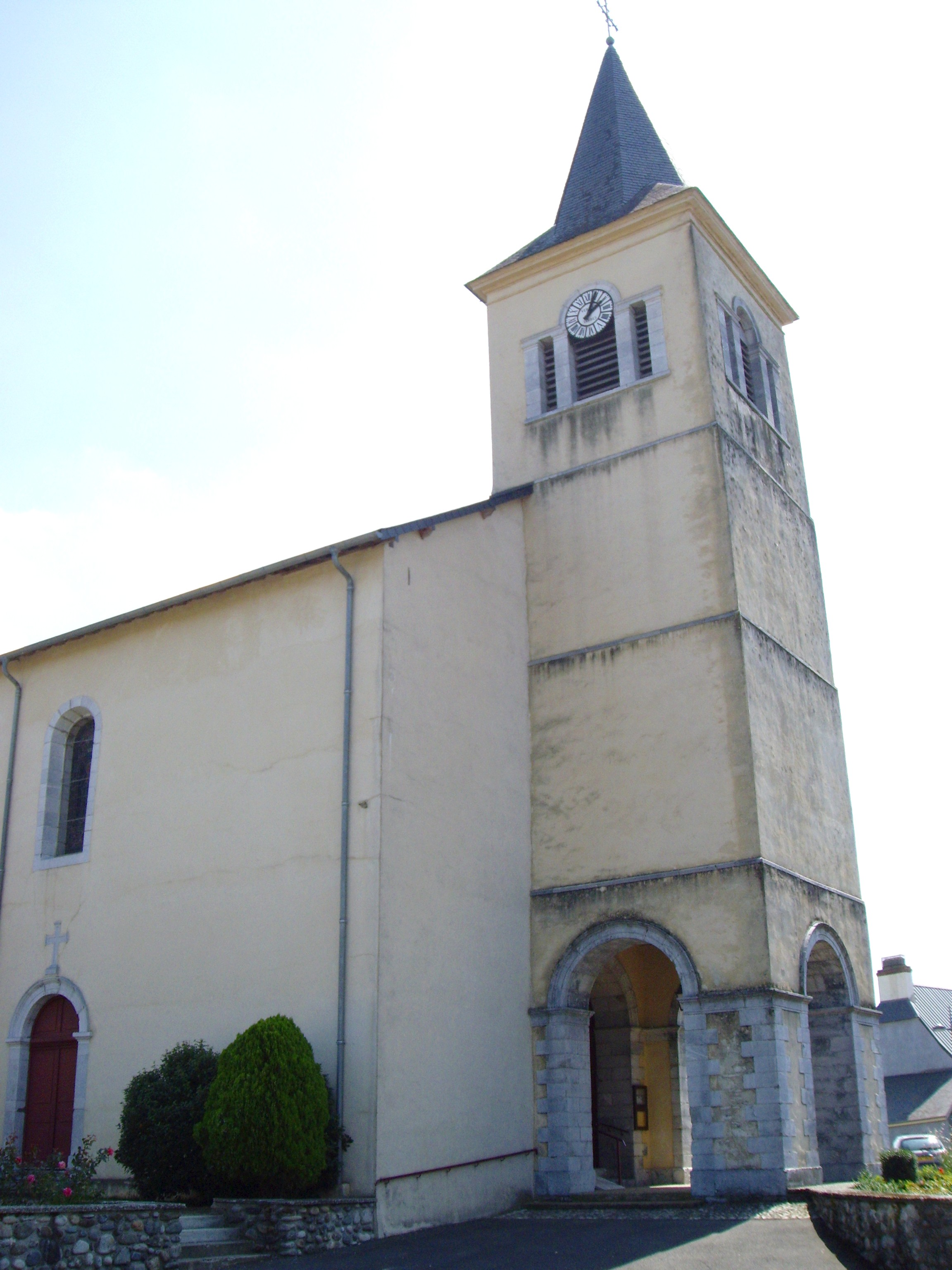
L'église Saint-Pierre de Juillan en 2007.

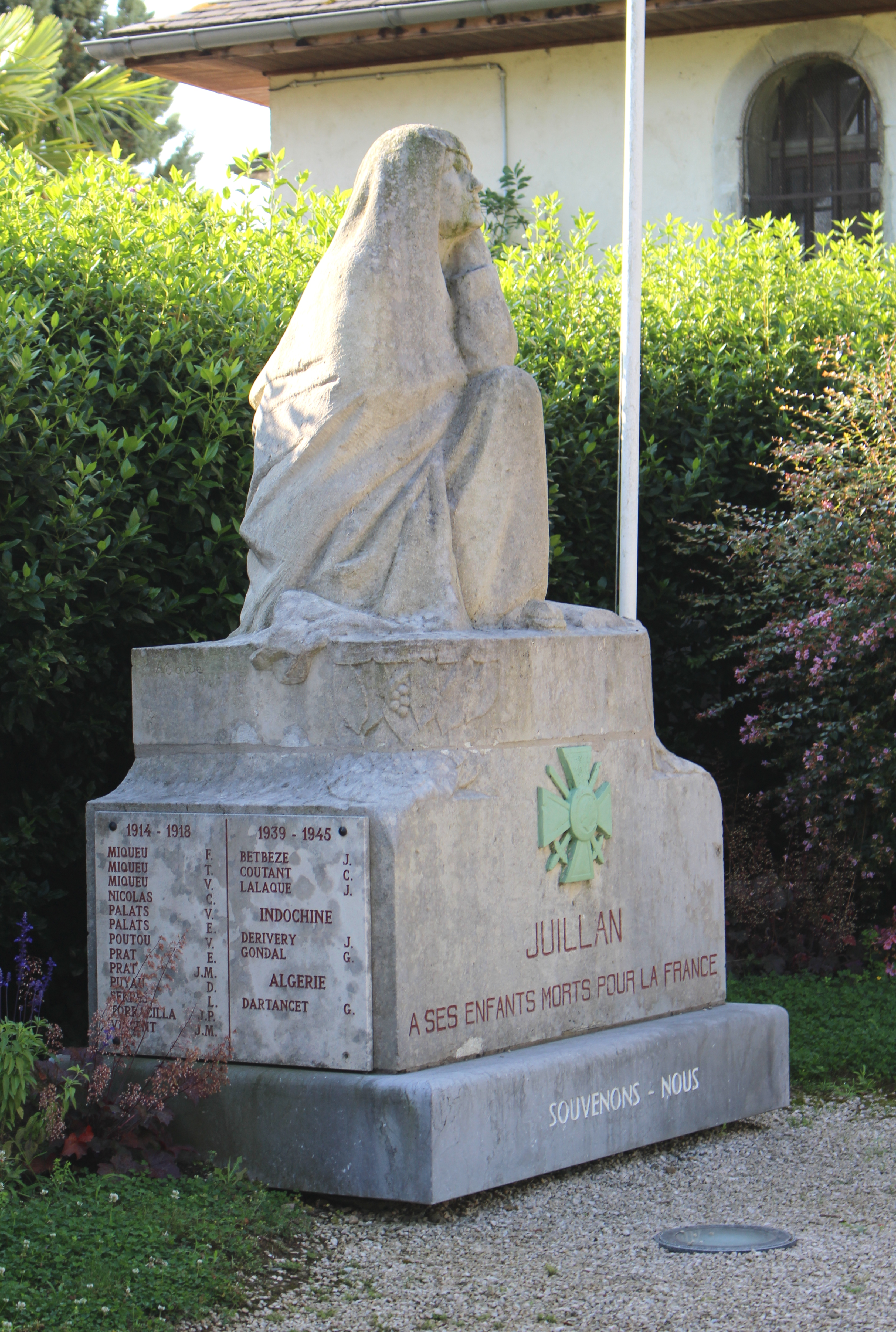
Le monument aux morts municipal, œuvre de Henri Borde.

- Lavoirs : de Mariguère et du Juncassa.
- Le Monument aux morts municipal œuvre de Henri Borde.

Sélection de vues des lavoirs municipaux.
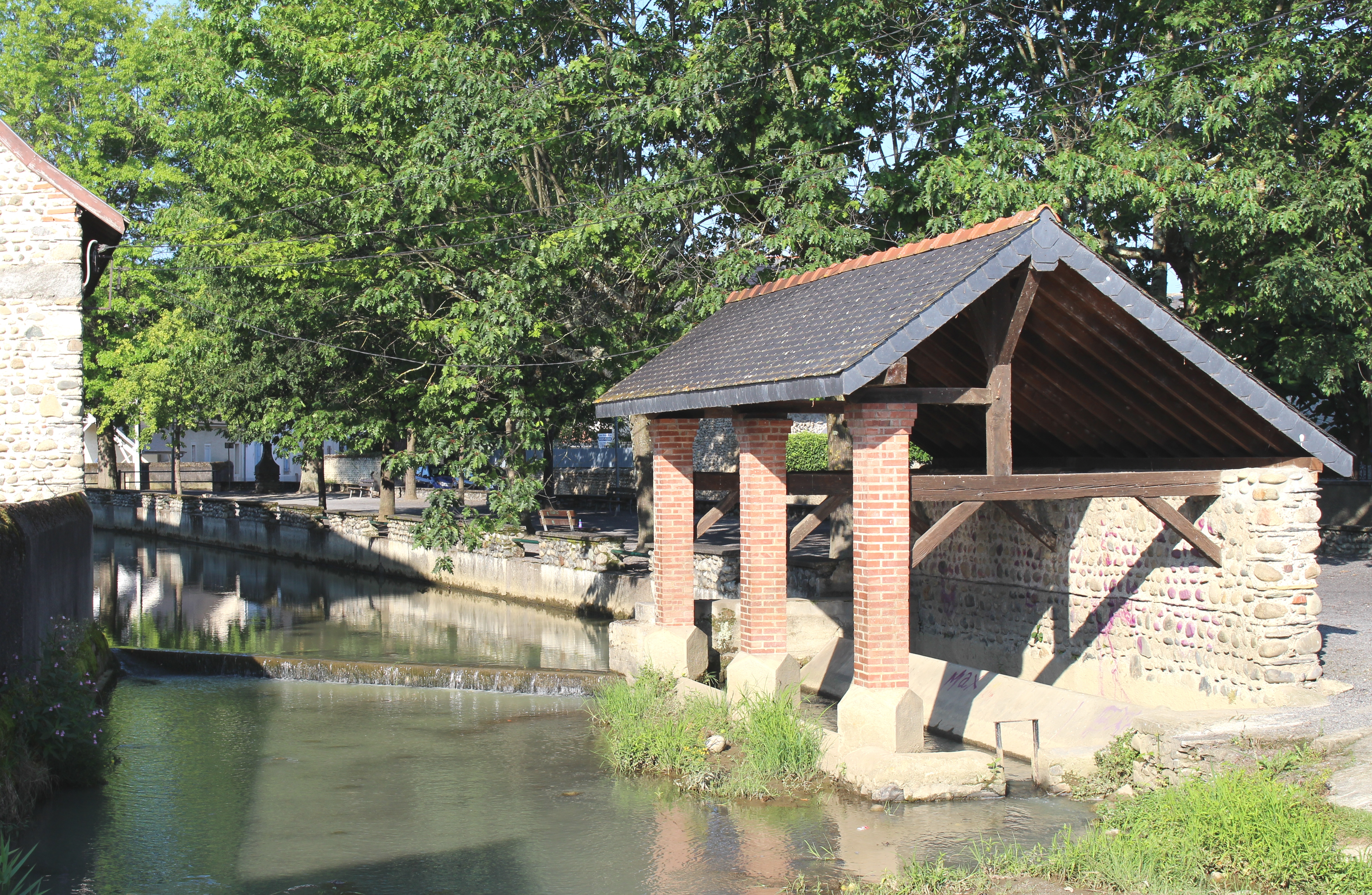
Le lavoir de la  Mariguère.
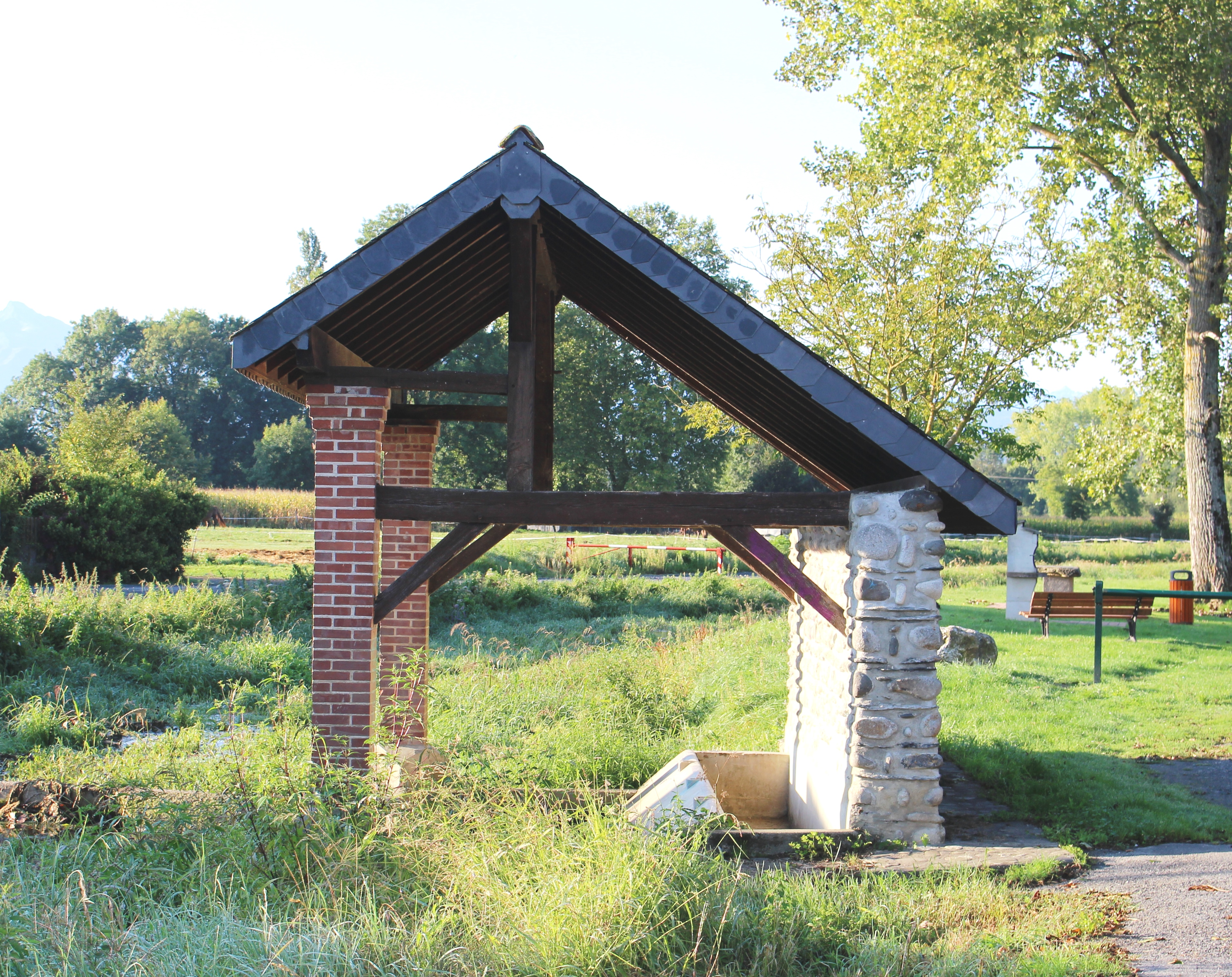
Le lavoir du Juncassa.

### Personnalités liées à la commune
- Lionel Beauxis, joueur international de rugby à XV ;
- Olivier Dauriac, joueur international de rugby à XV ;
- Albert Fourcade né le 30 mars 1928 à Juillan. Joueur de rugby à XV. Finaliste du championnat de France de rugby à XV 1950-1951 avec Tarbes. Pilier (1,72 m - 95 kg) ;
- Georges Michel, joueur international de rugby à XV ;
- Alain Caussade, joueur international de rugby à XV ;
- Denis Jourdanet, médecin et spécialiste de physiologie né à Juillan le 1er mai 1815.
- Antonin Betbèze, résistant, Compagnon de la Libération, né et inhumé à Juillan. Une place de la commune porte son nom.
- Céline Verzeletti,née en 1969, secrétaire confédérale de la CGT à grandi à Juillan.

### Blason
| Blason | Blasonnement : D'azur à un quart de besant ailé d'or mouvant du canton dextre du chef et à une chaîne de montagne d'argent chargée d'une roue dentée de gueules mouvant de la pointe à senestre et surchargée aussi à senestre d'un épi de blé d'or brochant sur la montagne et le champ. Commentaires : Blason validé par la mairie. |